# Federazione cestistica della Mauritania
La Federazione cestistica della Mauritania è l'ente che controlla e organizza la pallacanestro in Mauritania.
La federazione controlla inoltre la nazionale di pallacanestro della Mauritania. Ha sede a Nouakchott e l'attuale presidente è Dieng Ndiaga.
È affiliata alla FIBA dal 1964 e organizza il campionato di pallacanestro della Mauritania.